# Réservoir de l'hôpital Saint-Louis
Le réservoir de l'hôpital Saint-Louis est un réservoir d'eau situé dans le 10e arrondissement de Paris, en France,.

## Localisation
Le réservoir est situé au 7 rue Juliette-Dodu, dans le 10e arrondissement de Paris. Il fait partie du complexe de l'hôpital Saint-Louis.

## Description
Le réservoir est un édifice au plan rectangulaire d'une dizaine de mètres de long, relativement peu élevé par rapport au sol. Il est construit en pierre et les deux pans de son toit sont recouverts de tuiles. Son côté sud-est possède six contreforts de pierre.

## Historique
Le regard est bâti au XVIIe siècle afin de recevoir les eaux provenant des sources de la colline de Belleville.
L'édifice est classé au titre des monuments historiques en 2006, dans le cadre de la protection des eaux de Belleville,.